# قمحاء
قَمْحَاء (الاسم العلمي: Eremopyrum)، جنس نباتات أوراسيا وشمال إفريقي من فصيلة النجيلية. نوع واحد ( Eremopyrum triticeum) ينشتر على نطاق واسع كحشيش في أجزاء من أمريكا الشمالية.